# Chiloglanis asymetricaudalis
Chiloglanis asymetricaudalis е вид лъчеперка от семейство Mochokidae. Видът е застрашен от изчезване.

## Разпространение
Разпространен е в Бурунди и Танзания.